# عملية ياخين
كانت عملية ياخين عملية لتهجير اليهود المغاربة سراً إلى إسرائيل، قام بها الموساد الإسرائيلي بين نوفمبر 1961 وربيع عام 1964. غادر حوالي 97,000 لإسرائيل بالطائرة والسفينة من طنجة و‌الدار البيضاء عن طريق فرنسا وإيطاليا. وتم ترتيب الهجرات عبر اتفاق سري بين شعبة الموساد «ميسغيريت» والسلطات المغربية (الأمير مولاي علي ووزير العمل عبد القادر بن جلون بشكل أساسي)، إلى جانب المنظمة الأمريكية جمعية غوث المهاجرين العبرانيين. تم عقد اتفاق اقتصادي بين إسرائيل و‌المغرب، بموافقة رئيس الوزراء الإسرائيلي دافيد بن غوريون وملك المغرب الحسن الثاني، حيث دفعت 500,000 دولار كدفعة أولى بالإضافة إلى 100 دولار عن كل مهاجر لأول 50,000 يهودي مغربي، ومن ثم، 250 دولار عن كل مهاجر بعد ذلك. كما تلقت العملية مساعدة هامة من إسبانيا الفرانكوية. ومع ذلك، استقر بعض اليهود في فرنسا وكندا والولايات المتحدة بدلاً من إسرائيل. وتلقى المغرب «تعويضات» لخسارة مواطنيه اليهود.
كان لجمعية غوث المهاجرين اليهود التي تتخذ من نيويورك مقراً لها الفضل الأكبر في إنجاح العملية، بتموليها حوالي 50 مليون دولار من التكاليف.

## أصل التسمية
كان اسم العملية ياخين توراتي المنشأ باسم أحد العمودين المركزيين الذين كانا يسندان الهيكل المقدس المبني في القدس من قبل الملك سليمان، ولأن إسرائيل تعتبر الهجرة داعم رئيسي يساعد في وجود الدولة اليهودية.

## الخلفية
يمتد تاريخ الطائفة اليهودية في المغرب لما يقرب من ألفي عام. وأصبحت مركزاً يهودياً مهماً مع طرد اليهود من إسبانيا و‌البرتغال فيما بعد، واستمر وجودهم هناك إلى أن تأسست إسرائيل في 1948. على الرغم من الأحداث العنيفة المنفردة، مثل أعمال الشغب المعادية لليهود في عام 1948 في وجدة وجرادة، كان اليهود المغاربة ربما هم الطائفة اليهودية الأكثر حماية في العالم العربي. تردد الكثيرون في مبادلة حياتهم المريحة وأعمالهم التجارية الجيدة بمستقبل مجهول عبر البحار، مع استعداد إسرائيل وفرنسا فقط في قبول استقبالهم.
تضخمت الهجرة بأوائل الخمسينات، حتى أصدرت الحكومة الاستعمارية الفرنسية حظر رسمي. ومع ذلك، استمرت هجرة غير مشروعة. حصل المغرب على الاستقلال من فرنسا في عام 1956. في 10 يناير 1961 غرق قارب صغير يسمى «إيجوز» وكان يحمل 44 مهاجراً يهودياً على الساحل الشمالي للمغرب. وخلقت تلك الحادثة توتراً كبيراً سواء لدى السلطات المغربية والمؤسسات الصهيونية، المسؤولة عن أنشطة الهجرة غير المشروعة.

## أشخاص بارزون
تم إحضار السياسي وعضو الكنيست يعقوب مرغي إلى إسرائيل خلال عملية ياخين عام 1962.

## كتابات أخرى
- "North African Jewry in the twentieth century: the Jews of Morocco, Tunisia, and Algeria", by Michael M. Laskier, Chapter 7: The Israeli-Directed Self-Defense Underground and "Operation Yachin".
- The Secret Alliance: The Extraordinary Story of the Rescue of the Jews Since World War II. Szulc. Farrar, Straus & Giroux. 1991. ISBN:978-0-374-24946-5. مؤرشف من الأصل في 2020-01-25. {{استشهاد بكتاب}}: الوسيط |الأول= يفتقد |الأخير= (مساعدة) والوسيط غير المعروف |رابط المؤلف= تم تجاهله (مساعدة)صيانة الاستشهاد: آخرون (link)